# П'ять ляльок для серпневого місяця
«П'ять ляльок для серпневого місяця» (італ. 5 bambole per la luna d'agosto) — італійський кінофільм у жанрі джалло 1970 року, знятий режисером Маріо Бава.

## Сюжет
Багатий промисловець Джордж Старк, запрошує п'ятьох своїх знайомих з бізнесу на віддалений острів у Середземному морі, щоб провести з ними вікенд та відпочити. Але дуже скоро гості один за одним починають помирати за дивних обставин.

## У ролях
- Вільям Бергер — професор Джеррі Фаррелл
- Айра фон Фюрстенберг — Труді Фаррелл
- Моріс Полі — Нік Ченйні
- Едвіж Фенек — Марія Чейні
- Говард Росс — Джек Девідсон
- Хелена Роні — Пеггі Девідсон
- Теодоро Корра — Джордж Старк
- Елі Галлеані — Ізабель
- Мауро Боско — Чарльз

## Знімальна група
- Режисер — Маріо Бава
- Сценарист — Маріо Ді Нардо
- Оператори — Антоніо Рінальді, Маріо Бава
- Композитор — П'єро Умільяні
- Художник — Джулія Мафаї
- Продюсер — Луїджі Алессі